# Micropsectra rufofasciata
Micropsectra rufofasciata är en tvåvingeart som beskrevs av Jean-Jacques Kieffer 1922. Micropsectra rufofasciata ingår i släktet Micropsectra och familjen fjädermyggor.
Artens utbredningsområde är Tjeckien. Inga underarter finns listade i Catalogue of Life.